# Jednakonošci
Jednakonošci (jednakonožni rakovi; lat. Isopoda), red morskih i slatkovodnih životinja u razredu Malacostraca, koljeno člankonožaca (Arthropoda). To su maleni račići sa sedam pari prsnih nogu za hodanje i 5 pari zadcanih nožica. Veličine su od 300 mikrometara (0.012 inči) do blizu 50 centimetara (20 inči; Bathynomus giganteus).
Oko 5 000 vrsti isopoda su morske životinje koje žive poglavito na morskom dnu, oko 950 vrsta u slatkim vodama, i oko 4.000 vrsta su terestrijalne životinje poznate kao mokrica (Oniscidea) ili babure, poznate u engleskom jeziku kao Woodlouse (pl. woodlice).
Asellota žive na kopnu, u moru i slatkim vodama; rakovi podreda Oniscidea su kopnene babure i Epicaridea su nametnici, često na rakovima. 

## Podredi
Asellota
- Aselloidea Latreille, 1802
- Gnathostenetroidoidea Kussakin, 1967
- Janiroidea G.O. Sars, 1897
- Stenetrioidea Hansen, 1905

Calabozoidea
- Brasileirinidae Pervorčnik, Ferreira & Sket, 2012
- Calabozoidae Van Lieshout, 1983

Cymothoida
- Anthuroidea Leach, 1914
- Cymothooidea Leach, 1814
- Epicaridea

Isopoda incertae sedis
- Horoloanthura
- Ianthe Bovallius, 1881
- Janiropsis

Limnoriidea
- Limnorioidea White, 1850

Microcerberidea
- Atlantasellidae Sket, 1979
- Microcerberidae Karaman, 1933

Oniscidea
- Agnaridae Schmidt, 2003
- Alloniscidae Schmidt, 2003
- Armadillidae Brandt, 1831
- Armadillidiidae Brandt, 1833
- Balloniscidae Vandel, 1963
- Bathytropidae Vandel, 1952
- Berytoniscidae Vandel, 1955
- Bisilvestriidae Verhoeff, 1938
- Cylisticidae Verhoeff, 1949
- Delatorreiidae Verhoeff, 1938
- Detonidae Budde-Lund, 1904
- Dubioniscidae Schultz, 1995
- Eubelidae Budde-Lund, 1899
- Halophilosciidae Verhoeff, 1908
- Hekelidae Ferrara, 1977
- Irmaosidae Ferrara & Taiti, 1983
- Ligiamorpha
- Ligiidae Leach, 1814
- Mesoniscidae Verhoeff, 1908
- Olibrinidae Budde-Lund, 1913
- Oniscidae Latreille, 1802
- Oniscidea incertae sedis
- Paraplatyarthridae Javidkar & King, 2015
- Philosciidae Kinahan, 1857
- Platyarthridae Verhoeff, 1949
- Porcellionidae Brandt, 1831
- Pudeoniscidae Lemos de Castro, 1973
- Rhyscotidae Budde-Lund, 1904
- Schoebliidae Verhoeff, 1938
- Scleropactidae Verhoeff, 1938
- Scyphacidae Dana, 1852
- Spelaeoniscidae Vandel, 1948
- Stenoniscidae Budde-Lund, 1904
- Styloniscidae Vandel, 1952
- Tendosphaeridae Verhoeff, 1930
- Titanidae Verhoeff, 1938
- Trachelipodidae Strouhal, 1953
- Trichoniscidae Sars, 1899
- Turanoniscidae Borutzky, 1969
- Tylidae Dana, 1852

Phoratopidea
- Phoratopodidae Hale, 1925

Phreatoicidea
- Amphisopidae Nicholls, 1943
- Hypsimetopidae Nicholls, 1943
- Mesamphisopidae Nicholls, 1943
- Phreatoicidae Chilton, 1891
- Phreatoicidea incertae sedis
- Phreatoicopsidae Nicholls, 1943
- Ponderellidae Wilson & Keable, 2004

Sphaeromatidea
- Archaeoniscidae Haack, 1918
- Seroloidea Dana, 1852
- Sphaeromatoidea Latreille, 1825

Tainisopidea
- Tainisopidae Wilson, 2003

Valvifera
- Antarcturidae Poore, 2001
- Arcturidae Dana, 1849
- Arcturididae Poore, 2001
- Austrarcturellidae Poore & Bardsley, 1992
- Chaetiliidae Dana, 1849
- Holidoteidae Wägele, 1989
- Holognathidae Thomson, 1904
- Idoteidae Samouelle, 1819
- Pseudidotheidae Ohlin, 1901
- Rectarcturidae Poore, 2001
- Thermoarcturidae Poore, 2015
- Xenarcturidae Sheppard, 1957